# Biez Jean
Der Biez Jean ist ein Fluss in Frankreich, der im Département Ille-et-Vilaine in der Region Bretagne verläuft. Er entspringt beim Weiler Ville Perdue an der Gemeindegrenze von Epiniac und Bonnemain, entwässert generell in nordwestlicher Richtung, ändert dabei mehrfach seinen Namen (Ruisseau du Pont-Melin, Ruisseau du Pont Atelle) und mündet nach rund 30 Kilometern an der Gemeindegrenze von Saint-Benoît-des-Ondes und Hirel in den Ärmelkanal. In seinem Unterlauf wird er zur Wasserdotierung des Canal des Allemands herangezogen, der von den deutschen Truppen im Zweiten Weltkrieg als Panzergraben errichtet wurde.

## Geschichte
Die Bezeichnung des Flusses leitet sich von einer Huldigung für den Bretonischen Herzog Johann VI. ab, der im Jahre 1420 die Kanalisation der Flussmündung veranlasste, die damals eine gewaltige Sumpflandschaft bildete.

## Orte am Fluss
(Reihenfolge in Fließrichtung)
- Ville Perdue, Gemeinde Bonnemain
- Domaine des Ormes, Gemeinde Epiniac
- Pont Melin, Gemeinde Bonnemain
- La Ville Joie, Gemeinde Le Tronchet
- Le Pont Allain, Gemeinde Baguer-Morvan
- Vildé-Bidon, Gemeinde Roz-Landrieux
- Lillemer
- Saint-Guinoux
- La Fresnais
- Vildé la Marine, Gemeinde Hirel
- Saint-Benoît-des-Ondes